# Phyllocephalum lilacinum
Phyllocephalum lilacinum là một loài thực vật có hoa trong họ Cúc. Loài này được (Dalzell & A.Gibson) S.M.Almeida & M.R.Almeida miêu tả khoa học đầu tiên năm 1990.